# Imbricatea
Az Imbricatea a Rhizaria Cercozoa törzsének szilikátpikkelyes vagy szerves házú kládja. Alkalmanként „Imbricatea/Silicofiloseaként” is szerepel a két csoport hasonlósága miatt. Rendjei a Spongomonadida, a Marimonadida, a Variglissida és a Silicofilosea csoportba sorolt Thaumatomonadida, Trivalvulariida és Euglyphida.
Legtöbb faja ostoros amőba, de például az Euglyphida ostorait, míg az Auranticordis állábait vesztette el.

## Történet

### Előtörténet
Első leírt nemzetsége az Euglypha Wallich 1864, mely az Euglyphidae és az Euglyphida típusnemzetsége. A 20. században számos további nemzetséget és családot írtak le, ezeket 1956-tól sorolták rendekbe.
Az Euglyphida Euglyphinán kívüli ismert csoportjait (Cyphoderiidae, Paulinellidae) de Saedeleer írta le 1934-ben.
Első leírt rendje az Euglyphida Copeland 1956, melynek meghatározását 1997-ben egészítette ki Cavalier-Smith. Ez házas amőbákból áll szerves anyagból és általában szilikátpikkelyekből álló házzal.
Hibberd 1983-ban írta le a Spongomonadidát. Ez Adl et al. 2019-es rendszertana szerint monotipikus csoport, egyetlen családja a kétnemzetséges Spongomonadidae Karpov 1990.
Harmadik leírt rendje a Thaumatomonadida, melyet 1987-ben írt le Sirkina. Ez a Thaumatomastigidae Patterson et Zoelfell 1991 csoport szinonimája.

### Leírása után
Az Imbricateát először Thomas Cavalier-Smith írta le 2003-ban, és 2 rendet sorolt ide, a Thaumatomonadidát és az Euglyphidát. Az akkori távolságalapú fák a Thaumatomonadidát gyakran kevéssé alátámasztva a Heteromitida rokonának, az Imbricateát a Cercomonadida testvércsoportjának tekintették.
2005-ben írták le először Adl et al. a Silicofiloseát szilikátpikkelyes héjú Imbricatea-csoportként, majd 2012-ben egészítették ki meghatározását, melyben a szilikátpikkelyeiket másodlagosan elvesztett kládok is ide kerültek.
2011-ben írták le Cavalier-Smith és Bass a Marimonadidát, melybe pikkely és ház nélküli fajai tartoznak, egyik nemzetsége, a Pseudopirsonia kovamoszat-parazita.
2012-ben Cavalier-Smith és Chao két ostor nélküli szilikáttermelő rendet adott az Imbricateához, mert a Perlofilida a Spongomonadidát körülvevő házszemcsékkel rendelkezik, míg a Rotosphaerida kétrétegű szilikátpikkelyei a Thaumatomonadidához hasonlítanak, ez utóbbit azonban 2018-ban kivette a Cercozoából nem közölt bizonyítékok alapján, melyek szerint legalább egyik faja az Amoebozoa tagja.
2014-ben írta le Cavalier-Smith a Variglissida ribocsoportot, ebbe 3 nemzetség (Clautriavia, Nudifila, Quadricilia) tartozik.
2017-ben Dumack et al. a Krakenről szóló cikkükben az Imbricatea polifíliája lehetőségét alacsony 18S rDNS-alapú alátámasztottságával indokolták.
2018-ban 3 alosztályra osztotta, ezek a Nudisarca, Euglyphia és Discomonada főrendekből álló Placonuda, a Placofila és Perlatia főrendekből álló Placoperla és a csak a Krakenida rendet tartalmazó Krakenia, benne a pikkelyes retikulopódium-képző Krakennel.
2019 novemberében 18S rDNS-filogenetikával igazolták Siemensma és Dumack, hogy a pikkelyek nélküli Trivalvulariida – melyet e tanulmányban hoztak létre a Trivalvulariidae családdal együtt, és ahová a Leptogromia és az ekkor felfedezett Trivalvularis tartoznak – az Euglyphida testvércsoportja, 2020 áprilisában pedig hogy házszín alapján a Thecofiloseától és a Krakenidától megkülönböztethető.

## Morfológia
Bazális csoportjaiban ősi jelleg, hogy nincs felszíni szilikátpikkelye, szilikátszekretáló csoportjai később jelentek meg, de vannak szilikátpikkelyeiket másodlagosan elvesztett csoportjai is. Ostor-átmenetizónája a Cercomonadida és a Helkesida csoportokénál hosszabb, de velük szemben sűrű disztális lemeze van, a Cryomonadida belső sűrű aggregátumai nincsenek. Eredeti leírása egymással átfedő szilikátpikkelyekkel jellemezte. A Thaumatomonadida pikkelyei kétrétegűek, az Euglyphidáéi rideg házat alkotnak, de utóbbiban előfordulnak teljesen szerves anyagból álló, a faj által szekretált pikkelyek nélküli házak (példák erre egyes Ovulinata- és Micropyxidiella-fajok).
A Spongomonadida és a Thaumatomonadida átmeneti zónája II-es típusú, míg a Marimonadidáé a Sarban általános ősi I-es típusú. Két- vagy – a Quadriciliidae és egyes Auranticordidae-fajok esetén – négyostorú.
Filopódiumaiban nincs extruszóma, de lehetnek szemcsék.
Mitokondriális cristái csőszerűek, azonban a Kraken, mely az Imbricatea lehetséges őse,
Az Euglyphidába tartozó Paulinella 3 faja – az édesvízi Paulinella chromatophora és Paulinella micropora és a tengeri Paulinella longichromatophora – endoszimbionta cianobaktérium miatt fotoszintetikus.
A Thaumatomonadida és a Spongomonadida centriólumai egymástól függetlenül váltak párhuzamossá, noha egymás testvércsoportjai, míg az Auranticordiséi megkettőződtek és átrendeződtek, így 4 hátulsó ostora van, míg állábait elvesztette. Az Euglyphida bemélyedését és ostorait elvesztette, a Thaumatomonadida bár jobbára két heterodinamikus ostorral rendelkezik, vannak egyostorú fajai is.

## Filogenetika
5 rendje a Spongomonadida, a Marimonadida, a Variglissida, a Thaumatomonadida és az Euglyphida. Ez utóbbiak a Silicofiloseának is tagjai.
GRT+CAT+Γ-alapú elemzések alapján monofiletikus, míg csak CAT-alapúak alapján parafiletikus, mivel a Thaumatomonas a Paulinella, a Nudifila és a Pediglissa közös csoportjának, míg a Sarcomonadeába tartozó Pediglissa a Paulinella és a Nudifila közös kládjának testvéreként jelenik meg.

### Belső kapcsolatok
A Spongomonadida a Thaumatominadida nem sikló rokona, míg a Marimonadida, a Variglissida nagy része, a Discocelida és a Discomonadida siklik, és többnyire közelebb van Cavalier-Smith 2018-as tanulmánya szerint az Euglyphidához a Thaumatomonadidánál. Így ha közös őse pikkelyes volt, azt az 5 rendből legalább 4 elvesztette. A Trivalvulariida és az Euglyphida közös őse feltehetően rendelkezett szerves házzal.

### Lehetséges rokonok
A Discomonas nem a hagyományos értelemben vett Imbricatea testvére, mivel annak Discomonadida rendjében van, hanem a Placonudáé, mint azt Howe et al. 2011-es kutatása kimutatta; azonban nincs ultraszerkezeti adat róla, így nem ismert, hogy vannak-e pikkelyei.
A Sarcomonadea az Imbricatea pikkely nélküli testvércsoportja.

## Fordítás
Ez a szócikk részben vagy egészben  az   Imbricatea című angol Wikipédia-szócikk ezen változatának fordításán alapul.  Az eredeti cikk szerkesztőit annak laptörténete sorolja fel. Ez a jelzés csupán a megfogalmazás eredetét és a szerzői jogokat jelzi, nem szolgál a cikkben szereplő információk forrásmegjelöléseként.